# Andres Larka
Andres Larka né le 5 mars 1879 à Pilistvere et décédé le 8 janvier 1943 à Malmyzh, était un commandant militaire estonien pendant la guerre d'indépendance estonienne et un homme politique.
En 1902, il est diplômé de l'Académie militaire de Vilnius (en). Larka participe à la guerre russo-japonaise puis obtient son diplôme de l'Académie militaire impériale Nicholas en 1912. Il participe à la Première Guerre mondiale en combattant sur le front de l'Est contre l'Empire allemand, il combat notamment en province de Prusse-Orientale, en Pologne et en Roumanie.

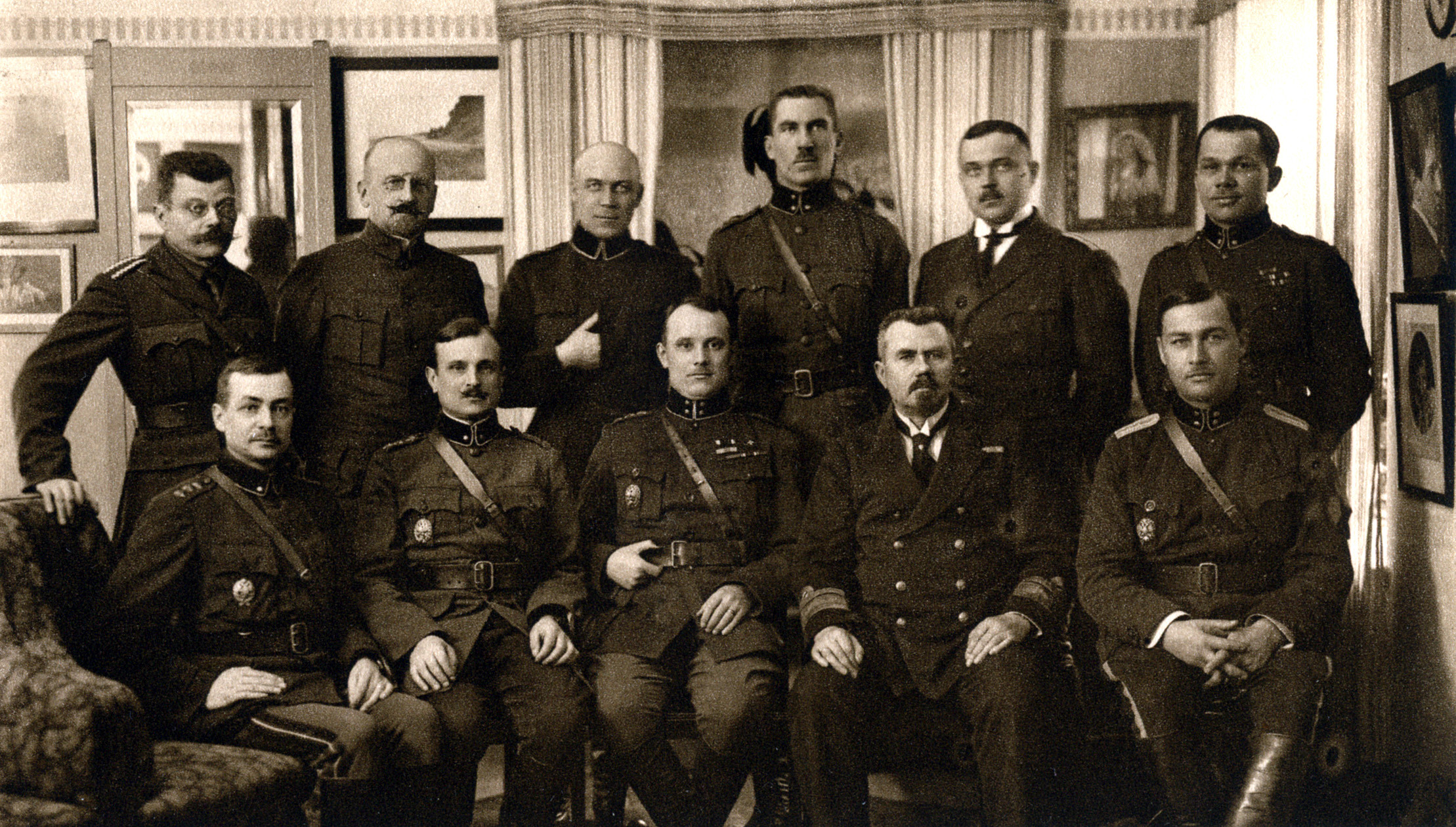
Haut commandement de l'armée estonienne avec Aleksander Tõnisson, Karl Parts, Johan Laidoner, Ernst Põdder, Viktor Puskar, Arthur Lossmann et Jaan Soots en 1920.

Larka devient le premier ministre de la guerre de la république d'Estonie en mars 1918, il accède au même moment au grade de major général. Pendant l'occupation allemande, il participe à la résistance au sein de la Ligue de défense. Après le début de la guerre de libération de l'Estonie en 1918, Larka passe rapidement du poste de ministre de la Guerre à celui de chef d'état-major. En février 1919, il devient assistant du ministre de la guerre et occupe ce poste jusqu'au début de 1925. À ce poste, son travail consiste à organiser la mobilisation et les actions des unités de réserve. Après la guerre, il organise également la démobilisation. Il prend sa retraite en 1925 en raison de problèmes de santé. En 1930, il devient chef de la Ligue des libérateurs (en) et est leur candidat aux élections présidentielles d'avril 1934. Mais le 12 mars 1934, comme il semble probable que Larka soit élu, Konstantin Päts et Johan Laidoner organisent un coup d'État pour l'empêcher de remporter les élections. Les élections sont reportées indéfiniment, Larka et environ 400 de ses plus proches partisans sont emprisonnés et un régime autoritaire est établi. Larka est emprisonné deux fois (de 1934 à 1935 et de 1935 à 1937). En 1940, les autorités d'occupation soviétiques arrêtent Larka; il est déporté dans un camp du Goulag où il meurt en 1943.
Larka est récipiendaire de l'ordre militaire letton de Lāčplēsis.